# جو فرانکلین
جو فرانکلین (انگلیسی: Joe Franklin؛ ۹ مارس ۱۹۲۶ – ۲۴ ژانویهٔ ۲۰۱۵) مجری باسابقۀ رادیو و تلویزیون اهل ایالات متحده آمریکا بود.

## گزیده فیلم‌شناسی
- برادوی دنی رز (۱۹۸۴)
- شکارچیان روح (۱۹۸۴)
- خیابان ۲۹ام (فیلم) (۱۹۹۱)
- پخش زنده شنبه شب